# IC 506
IC 506 ist eine elliptische Galaxie vom Hubble-Typ E0 im Sternbild Wasserschlange südlich der Ekliptik. Sie ist schätzungsweise 361 Millionen Lichtjahre von der Milchstraße entfernt.
Das Objekt wurde am 8. März 1888 vom US-amerikanischen Astronomen Lewis Swift entdeckt.